# Mesmero
Mesmero is een fictieve superschurk en mutant uit de strips van Marvel Comics. Hij verscheen voor het eerst in(Uncanny) X-Men #49.

## Geschiedenis
Mesmero was oorspronkelijk een kleine crimineel die op feestjes optrad als hypnotiseur. Hij gebruikte zijn gaven om de gasten hun bezittingen af te laten staan, en ze dit vervolgens te laten vergeten. Mesmero trok de aandacht van Magneto, die hem Polaris wilde laten hypnotiseren zodat ze zou denken dat ze Magneto’s dochter was.
Mesmero slaagde in zijn opdracht, maar een Sentinel aanval onthulde dat de Magneto die Mesmero had opgezocht eigenlijke een robot was. Mesmero viel toen de X-Men aan, en de echte Magneto verscheen. Hij versloeg Mesmero.
Mesmero kwam de X-Men nog een aantal maal tegen, en vocht ook tegen teams als Excalibur, Fenris, X-Factor, de Dark Riders, en Alpha Flight.
Toen Mesmero zich aansloot bij de tot nu toe laatste incarnatie van Weapon X, bood Malcolm Colcord aan Mesmero’s krachten te vergroten. Mesmero ging akkoord en verkreeg de gave om hele mensenmassa’s tegelijk te hypnotiseren in plaats van slechts een hand vol mensen. Daarna deed Mesmero dienst als agent van de overheid om journalisten ervan te overtuigen dat het “Neverland” concentratiekamp waar de overheid mutanten gevangen zou houden niet bestond.
Terwijl hij lid was van Weapon X bezocht Mesmero zijn stervende moeder. Hij liet verschillende doctoren haar zo veel mogelijk helpen, en gebruikte zijn krachten om zijn moeder te laten denken dat ze gezond was. Zij wist echter de hele tijd de waarheid en vertelde Mesmero dit ook voor ze stierf. Doordat zijn krachten blijkbaar niet werkten op haar begon Mesmero aan zichzelf te twijfelen en verloor zo zijn krachten. Hij werd toen zelf in het Neverland concentratiekamp opgesloten. Hij werd uiteindelijk gered door Brent Jackson. Hij hielp Mesmero zijn vertrouwin in zichzelf terug te winnen, waardoor hij ook zijn krachten weer terugkreeg.
Echter, niet veel later verloor Mesmero zijn krachten opnieuw, en dit keer blijkbaar voorgoed, toen Scarlet Witch aan het eind van de House of M verhaallijn duizenden mutanten machteloos maakte. Mesmero bereikte echter toch een soort van persoonlijke overwinning toen hij verliefd werd op een vrouw die zijn leven had gered. Ze vertrouwde hem volledig, iets wat Mesmero tot dusver nooit had weten te bereiken zonder zijn krachten. Hij nam de naam Vincent aan, en liet zijn verleden achter zich.

## Krachten
Mesmero was een mutant met sterke hypnotiserende krachten. Hij kon de gedachten van anderen beheersen en hen zo alles voor hem laten doen, en alles laten geloven. Hij kon zelfs zorgen dat mensen hem als een heel ander persoon zagen. Via zorgvuldige planning en concentratie kon hij dit ook gebruiken op telepaten, maar hier zal altijd een risico aan vast aangezien telepaten veel sneller Mesmero’s plan doorhadden en zich ertegen konden verzetten.
Mesmero’s groene huid, waarvan vroeger werd gedacht dat het een masker was, is blijkbaar zijn echte huidskleur. Het is niet bekend of hij dit al vanaf zijn geboorte had, of dat hij dit pas later kreeg samen met zijn mutantenkrachten.
Een keer droeg Mesmero een speciaal kostuum waarmee hij kon teleporteren. Het is niet bekend of dit pak geheel door technologie werd bestuurd, of dat het op een of andere manier met zijn mentale vaardigheden was verbonden.

## X-Men: Evolution
Mesmero speelde een rol in de animatieserie X-Men: Evolution. Hierin was hij een dienaar van de mutant Apocalypse, die hij probeerde te bevrijden uit zijn gevangenis in de Himalaya. De gevangenis was afgesloten met drie deuren. Mesmero verscheen voor het eerst in seizoen twee, en gebruikte de jonge X-Men (waaronder Jean Grey, Nightcrawler en Shadowcat) om de drie ringen te stelen die samen met een gouden staaf de sleutel van de eerste deur vormden. Zelfs toen Professor X een mentale aanval op hem opende wist Mesmero te ontsnappen.
Hij keerde weer terug in seizoen 3. Hij gebruikte Gambit om de helft van een spinnensteen te stelen. Toen Magneto dankzij Mastermind ontdekte wat Mesmero van plan was, probeerde hij hem tegen te houden. Dit leidde er echter toe dat Magneto de twee helften van de steen combineerde en zo de sleutel voor de tweede deur vormde. Voor de derde deur gebruikte Mesmero Mystique door haar ervan te overtuigen dat zij en Rogue veilig zouden zijn als zij hem hielp Apocalypse te bevrijden. Toen Apocalypse echter vrij was, liet hij Mesmero achter.
Deze versie van Mesmero had een ander uiterlijk dan zijn stripboekversie. Zo had hij geen groene huid maar een lichtbruine. Hij was bovendien kaal en had een getatoeëerd gezicht. Ook was hij duidelijk sterker dan zijn stripboekversie. Zijn stem werd gedaan door Ron Halder.